# 卡伊瓦诺
卡伊瓦诺（義大利語：Caivano），是意大利那不勒斯省的一个市镇。总面积27平方公里，2009年人口36,873人，人口密度1,365.7人/平方公里。ISTAT代码为063011。